# Теріаковце
Теріаковце (словац. Teriakovce) — село в окрузі Пряшів Пряшівського краю Словаччини. Площа села 3,2 км². Станом на 31 грудня 2016 року в селі проживав 751 житель.

## Історія
Перші згадки про село датуються 1385 роком.

## Географія
Протікають Барацький потік і Шалговицький потік.

## Населення
| Рік:            | 1994. | 2004.   | 2014.    | 2024.    |
| --------------- | ----- | ------- | -------- | -------- |
| Кількість осіб: | 387   | 392     | 651      | 1241     |
| Різниця:        |       | +1,29 % | +66,07 % | +90,62 % |

| Рік:            | 2023. | 2024.   |
| --------------- | ----- | ------- |
| Кількість осіб: | 1204  | 1241    |
| Різниця:        |       | +3,07 % |